# Uummannaq Stadion
Uummannaq Stadion – wielofunkcyjny stadion w Uummannaq, na Grenlandii. Jest obecnie używany głównie dla meczów piłki nożnej. Swoje mecze rozgrywa na nim drużyna piłkarska FC Malamuk. Stadion ma pojemność do 2 000 osób. Posiada żwirowe boisko.